# Danilo Rueda
Iván Danilo Rueda Rodríguez es comunicador social y defensor de los derechos humanos de Colombia. Fue Alto Comisionado para la Paz del gobierno de Gustavo Petro.
Fue miembro fundador y director por varios años de la ONG Comisión Intereclesial de Justicia y Paz (CIJP) fundada por el padre Javier Giraldo.
Rueda ha trabajado como profesor de las universidades Javeriana y Externado. En su rol como defensor de los derechos humanos ha acompañado procesos de acuerdos humanitarios y diálogos de paz en zonas de conflicto e intervenido a favor de las víctimas en instancias internacionales como la Corte Penal Internacional y la Corte Interamericana de Derechos Humanos.

## Biografía
Iván Danilo Rueda Rodríguez nació en Bogotá en 1964 y se formó en comunicación social, filosofía, teología y estudios políticos, y recientemente, en enfoques sistémicos para abordaje de trauma y situaciones de conflictividad.

## Inicios
Desde muy temprano, siguiendo los pasos de otros destacados defensores de la vida como Eduardo Umaña y Javier Giraldo, Rueda se involucró en la defensa de los derechos humanos y en la lucha contra la impunidad en el Tribunal Permanente de los Pueblos  y en la promoción de la Constitución Nacional con el movimiento estudiantil de la Universidad Javeriana. Poco tiempo después, Rueda comenzó a ejercer la docencia en la misma Javeriana y también en la Universidad Externado de Colombia
En su apoyo a la labor de Eduardo Umaña, Rueda acompañó visitas carcelarias, documentó casos de abuso a los derechos humanos, facilitó intervenciones humanitarias y trabajó con procesos de víctimas, como los desaparecidos del Palacio de Justicia.
En la Comisión de Justicia y Paz, una organización dedicada a la defensa de la vida digna de las comunidades más golpeadas por la guerra, Rueda se involucró en el trabajo de construcción de memoria en Trujillo, Valle, en el Magdalena Medio, en el Meta, en el Valle del Lili, en el barrio Siloé de Cali, y con los grupos victimizados por la mal llamada limpieza social en Bogotá. En el transcurso de estos procesos, desarrolló estrategias de demanda jurídica y de resiliencia organizativa frente al desplazamiento forzoso. También trazó estrategias de pedagogía con procesos en Bucaramanga, Sincelejo, Barranquilla, Medellín, Pasto, Puerto Asís, Puerto Caicedo e Ipiales.

## Década de los 90
A mediados de la década del noventa, Rueda conoció la dura situación de los campesinos, afrocolombianos y los indígenas de Urabá y la región del Bajo Atrato, que vivían en medio del fuego cruzado, el desplazamiento forzado y despojo de tierras. Allí diseñó iniciativas de protección civil como las Comunidades de Paz, las Zonas Humanitarias y las Zonas de Biodiversidad. También acompañó los procesos de litigio nacional e internacional en el Sistema Interamericano de Derechos Humanos y el Sistema de Naciones Unidas. 
Con el cambio de siglo vinieron las experiencias de retorno de las comunidades del Cacarica, la reubicación temporal en Dabeiba y la fundación de la comunidad de Paz de San José de Apartadó. Entonces, Rueda abanderó la creación de estrategias de defensa de la vida y los territorios con base en la aplicación del DIH, aplicando también estas tácticas en Putumayo, Meta, Valle, y Cauca.

## Década de los 2000
Desde el año 2000, impulsó iniciativas de protección a los derechos ambientales, de mitigación y de restauración de daños en ecosistemas con las comunidades, propiciando a nivel nacional e internacional diálogos en torno a los derechos humanos con Naciones Unidas, empresas y la sociedad civil en audiencias y foros. De estas experiencias surgieron dos informes sobre empresas y crímenes contra el Estatuto de Roma, que Rueda presentó de la mano de la organización Forjando Futuros ante la Corte Penal Internacional. El clamor de la sociedad civil de África, Europa, Estados Unidos y Centro y Suramérica por el derecho a un medio ambiente sano, se materializó en la iniciativa Tolerancia Cero.
La Comisión de Justicia y Paz, encabezada por Rueda, entonces fortaleció los mecanismos de afirmación de los derechos humanos y ambientales de las comunidades en diversas regiones del país. Simultáneamente, Rueda fue uno de los impulsores del Movimiento de Víctimas de Crímenes de Estado, MOVICE, y diseñó la propuesta de la Comisión Ética Internacional de la Verdad, con la finalidad de documentar y sistematizar las experiencias con políticas de la memoria y el archivo testimonial, como soportes de las garantías de no repetición.
Durante la aplicación de la ley 975, a partir del año 2005, Rueda asesoró diversos procesos de víctimas y protección de testigos. Y fue en ese escenario que conoció la situación humanitaria de exintegrantes de las AUC y sus familias. A partir de múltiples visitas carcelarias en Colombia y Estados Unidos, Rueda fue dimensionando la importancia del derecho a la verdad y de transformaciones concretas para las víctimas, en particular las más excluidas y empobrecidas. 
Por esa misma época, Rueda fue convocado a participar de la iniciativa ciudadana Colombianas y Colombianos por la Paz, donde aportó desde su conocimiento del DIH para encontrar soluciones a la situación de personas secuestradas por las FARC-EP.
Las aplicaciones específicas del DIH en los territorios se materializaron en acuerdos especiales y acuerdos humanitarios entre comunidades y diversos grupos armados para lograr la disminución de las violencias y la protección de los civiles.

## Década  2010
Hacia el año 2012, Rueda ideó e impulsó una serie de iniciativas de memoria, derecho restaurador y transformaciones territoriales, que fueron presentadas a la Mesa de Conversaciones de Paz con las extintas FARC-EP a través de organizaciones de víctimas. Luego, a raíz de la firma del Acuerdo de Paz del Teatro Colón, asesoró la veeduría de la sociedad civil al cese el fuego a través de la plataforma DiPaz, así como el seguimiento a la entrega de niños, niñas y adolescentes en poder de las FARC-EP.
Por ese entonces, Rueda se dedicó a impulsar el derecho restaurador con una red de comunidades de base en encuentros y festivales de memorias, con participación activa de firmantes de diversos procesos de paz, exmilitares, empresarios, comparecientes en procesos de la Ley 975 y la JEP, y víctimas.
Al lado de las familias de Puente Nayero, en Buenaventura, Rueda implementó la estrategia del Espacio Humanitario para hacer frente a la violencia urbana de alto impacto, que por entonces se expresaba en las tristemente célebres “casas de pique”. En representación de comunidades victimizadas, Rueda también litigó en el Sistema Interamericano de Derechos Humanos.
Con la experiencia acumulada, Rueda diseñó mecanismos para que víctimas y responsables se encontraran cara a cara y dieran inicio a un proceso de sanación y reconciliación partiendo de la verdad y la voluntad propia, y al margen de las instituciones del Estado. En esos espacios se construyó un profundo análisis sobre posibles salidas a las diversas conflictividades armadas en los territorios y a la conflictividad social, como la que se presentó durante el llamado “estallido social”. Las propuestas de paz integral, paz transversal y paz global fueron discutidas al interior de comunidades urbanas y rurales desde 2017. Para ese momento, Rueda también hacía parte de la iniciativa Colombianas y Colombianos Paz - Diálogo Interdisciplinar por la Paz.
Este proceso desembocó en diversos planteamientos como la Universidad de Paz, una apuesta novedosa de derecho restaurador entre responsables de victimizaciones y comunidades afectadas por violencias armadas.

## Alto Comisionado para la Paz
Finalmente, luego de tres décadas de acompañar el clamor de paz y vida digna de las comunidades, de luchar por los derechos humanos y la superación de la guerra, y de recorrer territorios maltrechos por el conflicto armado, Danilo Rueda fue nombrado Alto Comisionado para la Paz de Colombia por el presidente Gustavo Petro en 2022.
Desde entonces, Rueda adelanta un incansable trabajo para lograr que los grupos armados en campos y ciudades transiten hacia el Estado de derecho. Esta gran iniciativa del Gobierno nacional por la superación de las violencias de diverso origen y la reconciliación ha sido llamada Paz Total.
Rueda ha liderado las conversaciones del gobierno Petro con el Ejército de Liberación Nacional y todos los temas relacionados con la llamada Ley de Paz Total.